# Ptychadena nana
Ptychadena nana és una espècie de granota del gènere Ptychadena que viu a Etiòpia. És endèmica de les planes altes orientals de la Gran Vall del Rift, on hom la pot trobar en els Monts Arrussi a altituds d'entre 2.000 i 3.000 m. i, possiblement també, al sud de Ketama, a l'oest de la vall. Habita aiguamolls d'aigua dolça.
Està molt poc estudiada degut a la falta d'estudis biològics a la seva zona. La classificació taxonòmica podria canviar quan es recullen més dades, ja que té característiques similars a les de la granota Ptychadena neumanni.